# Ò
Ò, ò (O с грависом) — буква расширенной латиницы. Используется в кашубском, каталанском, итальянском, ломбардском, окситанском, шотландском кельтском и во вьетнамском языках как вариант буквы O.

## Использование

### Кашубский
Ò — 28-я буква кашубского алфавита, обозначает /wɛ/.

### Вьетнамский
Во вьетнамском алфавите, Ò обозначает звук [o˨˩].

### Китайский
В китайском (пиньинь), Ò обозначает звук [o˥˩].

### Каталанский
В каталанском языке буква Ò обозначает открытый ударный звук [ɔ] в тех случаях, когда без диакритики ударение падало бы на другой слог.